# Xã Summit, Quận O'Brien, Iowa
Xã Summit (tiếng Anh: Summit Township) là một xã thuộc quận O'Brien, tiểu bang Iowa, Hoa Kỳ. Năm 2010, dân số của xã này là 638 người.